# Svatý Kříž (Havlíčkův Brod)
Svatý Kříž (německy Heiligenkreuz) je vesnice, část okresního města Havlíčkův Brod. Nachází se asi 4 km na jih od Havlíčkova Brodu. Prochází zde silnice I/38. V roce 2009 zde bylo evidováno 145 adres. V roce 2001 zde žilo 338 obyvatel.
Svatý Kříž leží v katastrálním území Suchá u Havlíčkova Brodu o výměře 7,43 km2.
Ve Svatém Kříži se narodil Karel Kuttelwascher, na tamním hřbitově je pohřben básník Bohuslav Reynek.

## Pamětihodnosti
- kostel Nalezení svatého Kříže
- dům čp. 52

## Rodáci
- Karel Kuttelwascher (1916–1959), vojenský pilot 1. perutě RAF, nejúspěšnější čs. letecké eso[7][8]